# Veloce (muziek)
Veloce is een Italiaanse muziekterm met betrekking tot het tempo waarin gespeeld moet worden. De aanwijzing wordt naar het Nederlands vertaald als met snelheid. Indien deze aanwijzing wordt gegeven, al dan niet in combinatie met een metronoomgetal, is het de bedoeling dat met een hoog tempo gespeeld wordt. Een precieze snelheid is niet te geven, omdat dit sterk wisselt door verschillende factoren, zoals de aard van een muziekstuk, eventuele extra aanwijzingen en de interpretatie en technische vorderingen van uitvoerend muzikant(en) en/of dirigent. Het is wel vast te stellen dat het tempo in ieder geval sneller is dan een allegrotempo. De term velocissimo is sterk verwant aan veloce; de term betekent zo snel mogelijk en is daarmee de overtreffende trap van veloce. Deze term komt men vooral tegen bij cadenza's, wanneer het de bedoeling is een passage zo snel mogelijk te voltooien.